# Neoscona quincasea
Neoscona quincasea är en spindelart som beskrevs av Roberts 1983. Neoscona quincasea ingår i släktet Neoscona och familjen hjulspindlar. Inga underarter finns listade i Catalogue of Life.